# П'єтро Аччаріто

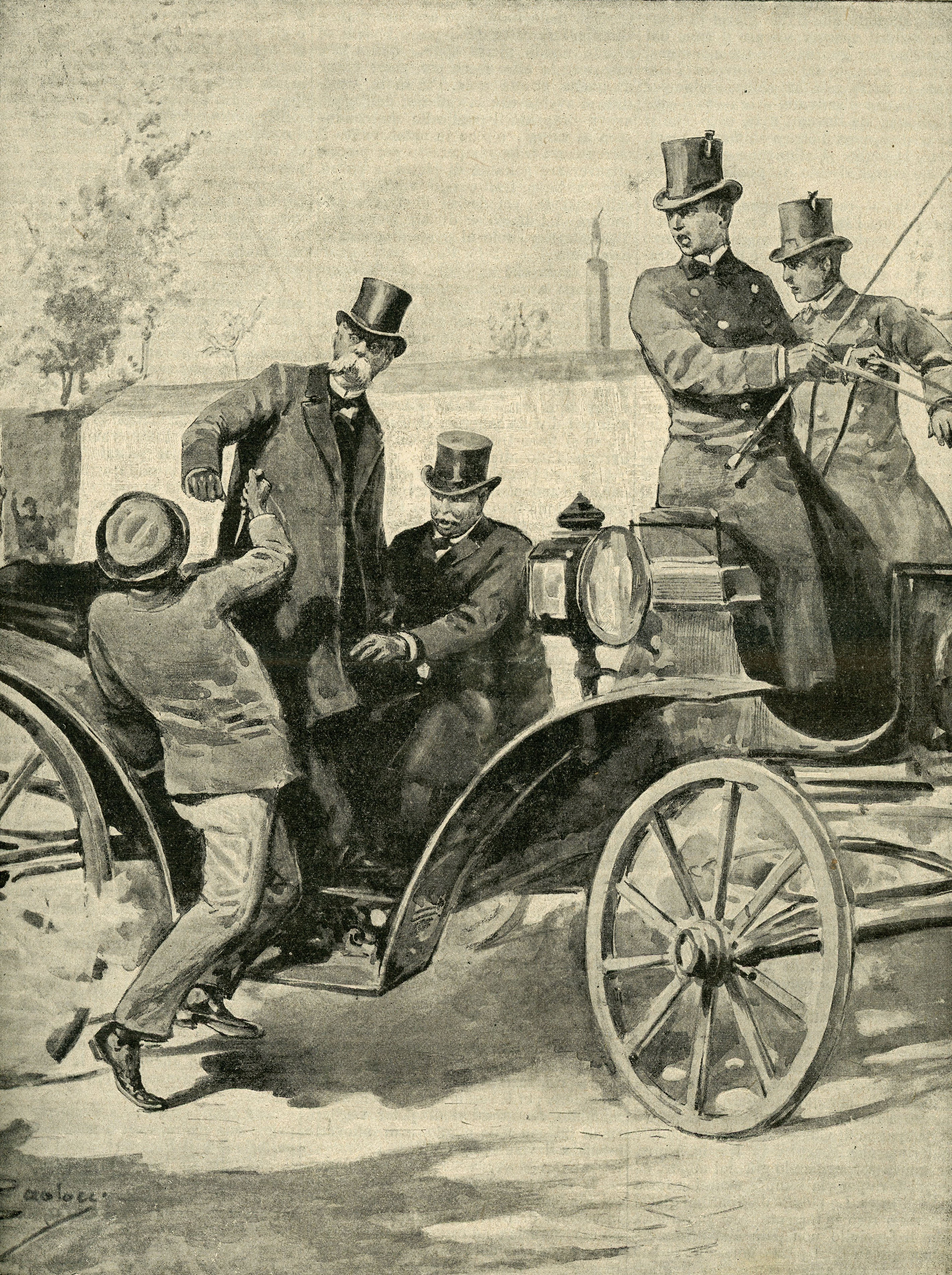
Напад Аччаріто на короля Умберто I

П'єтро Аччаріто (італ. Pietro Acciarito; нар. 27 червня 1871, Артена — пом. 4 грудня 1943, Монтелупо-Фьорентіно) — італійський анархіст.

## Біографія
Народився в небагатій родині в Артені, поблизу Риму. Був ковалем, створив свою ковальську майстерню «Fratelli Acciarito».
Був атеїстом.
Хоча Аччраіто не належав до якоїсь політичної організації, проте неодноразово висловлював свої радикальні погляди, спрямовані проти правлячих класів та суспільного устрою Італії.
22 квітня 1897 року здійснив невдалий замах на короля Італії Умберто I. Змішавшись з натовпом на іподромі в Римі, де був присутній король, Аччаріто, озброєному ножем, вдалось наблизитись до королівської карети і завдати удару. Проте король, помітивши напад, зміг ухилитись від удару.
Аччаріто був заарештований.
На допиті Аччаріто заявив, що діяв сам, проте поліція здійснила арешти серед радикально налаштованих анархістів, соціалістів та республіканців.
Серед арештованих був друг Аччаріто, Ромео Фрецці (італ. Romeo Frezzi). На допиті в поліції його піддали тортурам, намагаючись добитись зізнання у змові з Аччаріто, внаслідок яких Фрецці помер.
Його смерть викликала протести проти свавілля поліції. В результаті, чиновники, відповідальні, за утримання під вартою у в'язниці і допит потерпілого, незабаром були усунуті з посад.
На суді п'ятеро імовірних спільників були виправдані. Аччаріто був засуджений до довічного ув'язнення.
Почувши вирок, він викрикнув: «Сьогодні мене, завтра буржуазний уряд. Хай живе анархія! Хай живе соціальна революція!».
Як і автор попереднього замаху, Джованні Пассананте, утримувався в суворій ізоляції, внаслідок чого збожеволів, після чого був переведений до психіатричної клініки, де пробув до самої смерті.